# تيري ساندرز
تيري ساندرز (بالإنجليزية: Terry Sanders) (و. 1931  م) هو مخرج أفلام، وكاتب سيناريو، ومنتج أفلام، من الولايات المتحدة الأمريكية، ولد في نيويورك.

## جوائز وترشيحات
حصل على جوائز منها:
- جائزة الأوسكار لأفضل فيلم وثائقي، عن عمل: Maya Lin: A Strong Clear Vision [الإنجليزية]‏
- Academy Award for Best Short Subject, Two-reel  [لغات أخرى]‏، عن عمل: A Time Out of War [الإنجليزية]‏.

ترشح لـ:
- جائزة الأوسكار لأفضل فيلم وثائقي، عن عمل: Maya Lin: A Strong Clear Vision [الإنجليزية]‏
- جائزة الأوسكار لأفضل فيلم وثائقي، عن عمل: Never Give Up: The 20th Century Odyssey of Herbert Zipper [الإنجليزية]‏
- جائزة الأوسكار لأفضل فيلم وثائقي، عن عمل: Rose Kennedy: A Life to Remember [الإنجليزية]‏
- Academy Award for Best Short Subject, Two-reel  [لغات أخرى]‏، عن عمل: A Time Out of War [الإنجليزية]‏
- جائزة الأوسكار لأفضل فيلم وثائقي، عن عمل: Four Stones for Kanemitsu [الإنجليزية]‏.

## وصلات خارجية
- تيري ساندرز على موقع IMDb (الإنجليزية)
- تيري ساندرز على موقع ألو سيني (الفرنسية)
- تيري ساندرز على موقع أول موفي (الإنجليزية)
- تيري ساندرز على موقع قاعدة بيانات الأفلام السويدية (السويدية)
- تيري ساندرز على موقع قاعدة بيانات الفيلم (الإنجليزية)
- تيري ساندرز على موقع كينوبويسك (الروسية)